# Карпов, Прокопий Карпович
Проко́пий Ка́рпович Ка́рпов (псевд. Пӱнчерский, 6 июля 1901 — 10 мая 1938) — советский марийский писатель, редактор, литературный критик, журналист, педагог. Член Союза писателей СССР (1934), участник Первого съезда писателей СССР. Первый председатель правления Марийского отделения Союза писателей СССР (1934—1937).

## Биография
Родился в деревне Сосновка ныне Медведевского района Республики Марий Эл в крестьянской семье.
Окончил четырёхклассное училище, а затем педагогические курсы в Царевококшайске. Работал учителем.
В годы Гражданской войны — боец Красной Армии.
В 1922 году поступил в Москве в Государственный институт журналистики, окончив который работал в редакции газеты «Йошкар кече».
С 1930 года — редактор новых районных газет «Коммунар» (Сернурский район), с 1932 года — «Марий пролетар» (Звениговский район).
В конце 1933 года избран руководителем оргкомитета Марийского отделения Союза советских писателей, с 1933 года — редактор журнала «У вий».
В 1934 году — делегат первого Первого съезда писателей СССР, в числе первых литераторов стал членом Союза писателей СССР.
В 1936—1937 годах по совместительству работал директором Марийского государственного драматического театра (ныне Марийский национальный театр драмы имени М. Шкетана).
В апреле 1937 года арестован как «активный участник буржуазно-националистической организации», расстрелян 10 мая 1938 года в Казани.
Реабилитирован в 1957 году. Его имя занесено на стелу Архангельского кладбища в Казани.

## Творчество
В литературной и журналистской деятельности пользовался многочисленными псевдонимами: помимо Пӱнчерский, также Пектерек, Тойметкин, Корак Кордывай, Тептеран, Пӱнчелдыр, Орза Пондаш и другие.
Первые статьи и очерки публиковались в газете «Ӱжара». В начале 1920-х годов в журнале «У вий» опубликован ряд рассказов — «У шочеш» («Рождается человек»), «Ларивон Микалыч» и другие. В 1925 году в Центриздате под псевдонимом Пектерек издал отдельной книгой пьесу «Шӧран ушкал» («Дойная корова»).
Много переводил с русского на марийский язык, так в 1935 году по его переводу пьесы А. Корнейчука «Платон Кречет» Маргостеатром был поставлен спектакль.
В истории марийской литературы он больше известен как литературный критик — начиная с 1922 года написал десятки литературно-критических статей и рецензий о творчестве марийских писателей, опубликовал обзоры творчества С. Чавайна, Н. Мухина, М. Шкетана, Йывана Кырли, Дим. Орая и других.
В 1932 году отдельным изданием вышла его книга «Сылне литератур нергеште коммунист партийын политикше» («Политика коммунистической партии в области художественной литературы»).